# Blanche Calloway
Pour les articles homonymes, voir Calloway.
Blanche Dorothea Calloway Jones, connue sous le nom de Blanche Calloway, née le 9 février 1902 à Rochester et morte le 16 décembre 1978 à Baltimore, est une chanteuse et cheffe d'orchestre de jazz américaine. Bien que souvent réduite à une « sœur de », elle fut une musicienne de jazz à succès.

## Carrière
Blanche Calloway est la fille aînée de Cabel Calloway, un avocat, et de  Martha Eulalia Reed, une professeure de musique. Elle fait partie d'une fratrie de cinq enfants : Bernice, Henry, Cabel III qui sera connu sous le nom de Cab Calloway et Elmer.
La famille Calloway déménage à Baltimore, Maryland en 1912 ou 1913.
Après ses études secondaires, elle étudie la musique à l'Université d'État Morgan de Baltimore. Contre l'avis de sa mère, elle abandonne ses études pour se lancer dans une carrière musicale. Elle commence à chanter dans les années 1920, dans la revue Plantation Day et dans divers orchestres, le plus connu étant celui d'Andy Kirk. Elle enregistre son premier disque. S'installant à Chicago, elle devient une icône de la ville.
En 1931, après avoir appris les fondamentaux de la direction d'ensemble, elle décide de créer et de diriger son propre jazz-band, dont le nom, « Blanche Calloway and Her Joy Boys », rappelle celui d'« Andy Kirk and His Clouds of Joy ». Elle enregistre pour RCA et se produit dans les plus grands clubs. Son groupe est classé parmi les meilleurs du pays. À la fin des années 1930, Blanche Calloway est accompagnée par le saxophoniste et clarinettiste Prince Robinson,.
En 1938, l'orchestre fait faillite et doit s'arrêter. Elle continue un temps une carrière solo mais est reléguée au second plan, éclipsée par la notoriété de son frère Cab. 
Elle l'a pourtant aidé à se faire une place dans le milieu, lui offrant son premier rôle dans une revue, le faisant entrer dans des clubs réputés, partageant avec lui un numéro très apprécié.
Elle abandonne sa carrière dans les années 1940 et milite contre la ségrégation et pour les droits des femmes.
Après avoir travaillé dans les années 1960, pour une station de radio en Floride, elle revient finir ses jours dans sa ville natale.

## Discographie (sélection)

### Blanche Calloway And Her Joy Boys
- Blanche Calloway And Her Joy Boys, RCA (1931). Inclut le single Without That Gal

### Albums
- Blanche Calloway – 1931 , LP, mono, Harlequin (1987)
- Blanche Calloway – 1925-1935, Charly Records (1990)
- The Essential Blanche Calloway 1925-1935, LP, Zafiro (1991)

### Single
- I Need Lovin' / Sugar Blues, Bluebird (1934)